# Ingrid Thulin
Ingrid Thulin (ur. 27 stycznia 1926 w Sollefteå, zm. 7 stycznia 2004 w Sztokholmie) – szwedzka aktorka filmowa i teatralna.
Jako dziewczynka brała lekcje baletu. W 1948 została przyjęta do Królewskiego Teatru Dramatycznego w Sztokholmie. Zdobyła sławę dzięki wieloletniej współpracy ze szwedzkim reżyserem Ingmarem Bergmanem. Wystąpiła w wielu jego filmach: Tam, gdzie rosną poziomki (1958), U progu życia (1958, nagroda aktorska na 11. MFF w Cannes), Twarz (1959), Goście Wieczerzy Pańskiej (1962), Milczenie (1963), Szepty i krzyki (1972).
Zagrała również w filmach Czterech jeźdźców Apokalipsy Vincente Minnellego (1962), Wojna się skończyła Alaina Resnais (1966) czy Zmierzch bogów Luchino Viscontiego (1969).
W 1980 była przewodniczącą jury 30. Międzynarodowego Festiwalu Filmowego w Berlinie.
Przez ponad 30 lat, do 1989, była żoną Harry'ego Scheina, założyciela Szwedzkiego Instytutu Filmowego, jednak już wcześniej małżeństwo mieszkało oddzielnie. W latach sześćdziesiątych Ingrid Thulin zamieszkała w Paryżu, potem kupiła dom przy plaży w San Felice Circeo we Włoszech. Najdłużej, przez 34 lata, mieszkała w Sacrofano w pobliżu Rzymu. Do Szwecji wróciła w 2004, tam też zmarła, mimo podjętej kuracji onkologicznej.
Gmina Sollefteå, w której została pochowana, od 2008 przyznaje coroczne stypendium Ingrid Thulin Memorial Scholarship dla osób zajmujących się działalnością artystyczną. Sponsorem stypendium o wartości 20 000 koron szwedzkich jest aktorka Harriet Andersson, wieloletnia przyjaciółka Thulin.